# Quemadmodum Deus

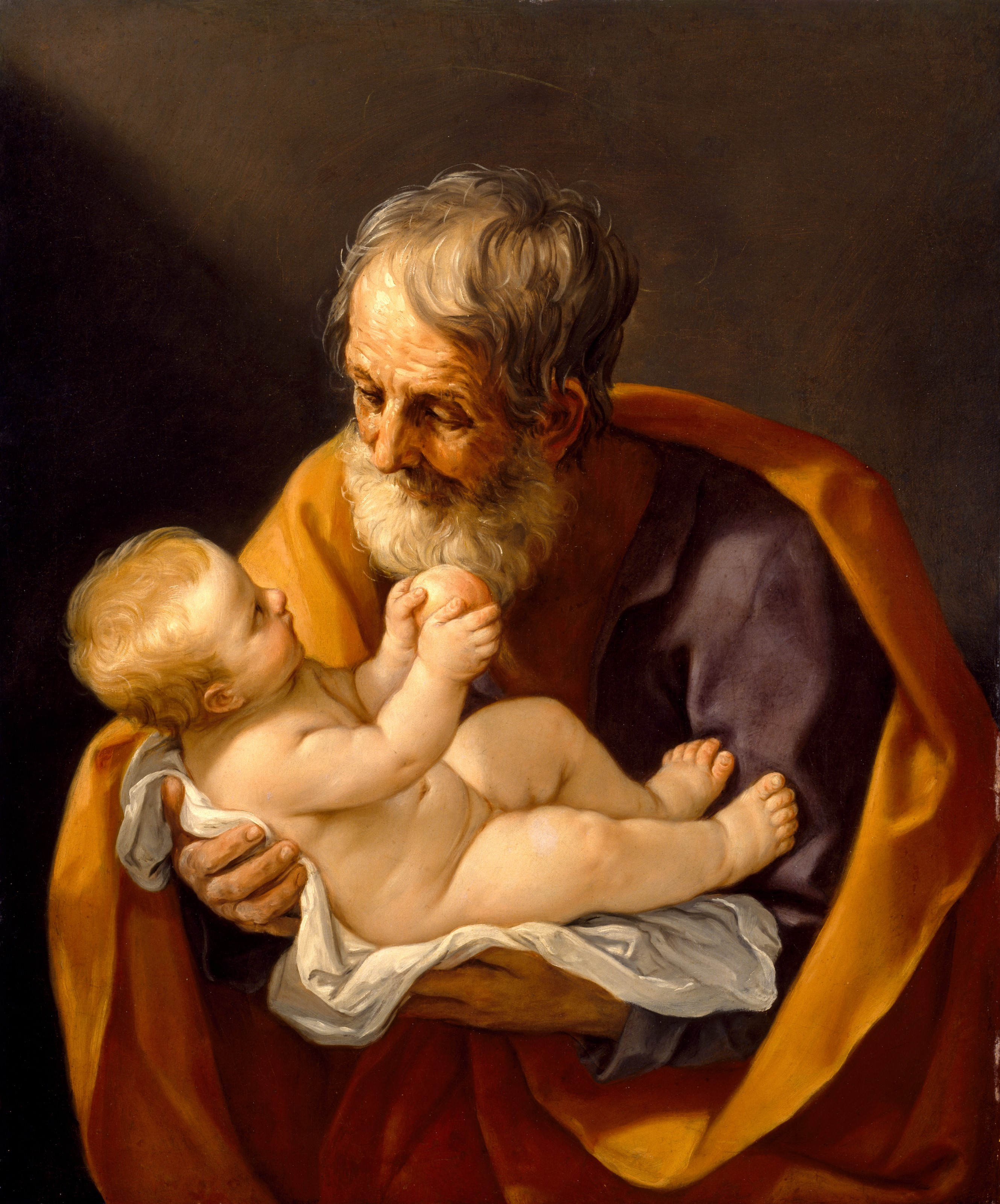
Svatý Josef s dítětem Ježíšem. Olejomalba, Guido Reni, 1640

Quemadmodum Deus (česky: Způsob, jakým Bůh...) je dekret Posvátné kongregace pro rity z 8. prosince 1870, kterým byl na příkaz papeže Pia IX. prohlášen svatý Josef za patrona všeobecné církve.

## Zveřejnění dekretu
Slavnostní zveřejnění dekretu se uskutečnilo 8. prosince 1870 během mší sloužených v římských patriarchálních bazilikách, tedy v bazilice Panny Marie Sněžné, sv. Jana na Lateráně, svatopetrské bazilice, sv. Pavla za hradbami a sv. Vavřince za hradbami. Dekret byl následně zaznamenán v Acta Sanctae Sedis (sv. 6, s. 193–194).

## Obsah dekretu
Dekret začíná srovnáním role svěřené svatému Josefovi s rolí, kterou sehrál Josef, syn Jákobův, v Egyptě.
Quemadmodum Deus Iosephum illum, a Iacob Patriarcha progeni tum, praepositum constituerat universae terrae Aegypti ut populo frumenta servaret, ita, temporum plenitudine adventante, cum Filium suum Unigenitum mundi Salvatorem in terram missurus esset, alium selegit Iosephum, cuius ille primus typum gesserat, quemque fecit Dominum et Principem domus ac possessionis suae, principaliumque thesaurorum suorum custodem elegit.
Jako Bůh ustanovil Josefa, syna patriarchy Jákoba, vládcem nad celou egyptskou zemí, aby se postaral o lidi, tak v plnosti času, když se chystal poslat na zem svého jednorozeného Syna pro spásu světa, ustanovil tohoto druhého Josefa, jehož byl první syn symbolem, a ustanovil ho pánem a knížetem svého domu a svého majetku a vyvolil si ho za strážce svých nejcennějších pokladů. (Dekret Quemadmodum Deus)
Pak vzpomíná, jak plnil pro Ježíše roli otce a jak mu to umožnilo s Ježíšem zacházet, objímat ho, políbit jej a krmit jej, protože on je chlebem sestoupivším z nebe, pokrmem věřících. Důstojnost svatého Josefa zkrátka převyšuje pouze důstojnost jeho snoubenky, Panny Marie, což vysvětluje úctu, s jakou je vyhledáván na přímluvu, zejména v těžkých dobách.
Tato poslední připomínka dává v dekretu prostor četným prosbám, které papež v těchto pro církev těžkých časech obdržel, aby povýšil a zasvětil svatého Josefa za patrona všeobecné církve. 
Papež Pius IX., pohnutý tragickou situací dané doby, aby sebe i všechny věřící svěřil pod nejmocnější patronát svatého patriarchy Josefa, chtěl vyhovět příslibům biskupů a slavnostně jej vyhlásil PATRONEM CELOSVĚTOVÉ CÍRKVE. (Dekret Quadmodum Deus)
V závěru dekretu se stanoví slavení svátku na 19. března s dvojím obřadem první třídy, i když bez oktávu, protože připadá na dobu postní.

## Modlitby ke svatému Josefovi
Vyhlášení patronátu svatého Josefa podpořilo jeho úctu a samotný text dekretu dal vzniknout dvěma obzvláště rozšířeným vzýváním svatého Josefa.
- Ite ad Ioseph!, (česky jdi k Josefovi!), na které papež František výslovně odkazuje ve svém apoštolském listě Patris corde.
- Ó šťastný muži, blahoslavený Josefe, kterému bylo dopřáno nejen vidět a slyšet Boha, kterého mnozí králové chtěli vidět a neviděli, slyšet a neslyšeli, ale také ho obejmout, políbit, obléci a střežit!, jako začátek modlitby ke svatému Josefovi, která je běžná v mnoha katolických pobožnostech.[4]